# Енциклопедія російської душі
«Енциклопедія російської душі» (рос. Энциклопедия русской души) — роман Віктора Єрофеєва, перекладений українською Василем Шклярем. Книга складається з чотирьох частин («Я тобі кохаю», «Досліди», «П'ятизірковий морг», «Із Сірим все гаразд») і написана у формі лексикону з різної довжини главами оформленими як енциклопедичні статті. Головними героями є авторський голос та Сірий, який багато в чому уособлює собою російські національні риси. Цілісного сюжету роман не має і складається фактично з коротких оповідань-міркувань про психологію росіян при цьому в дуже самокритичній формі.

## Сприйняття книги в Росії
У Росії книжка наразилася на критику Руху проти нелегальної іміграції — через звинувачення автора в русофобії. Також викладачі Московського державного університету та священики звернулися до депутата Московської міської думи Миколи Губенка з проханням заборонити книгу як екстремістську.